# Coppa Intercontinentale (calcio)
La Coppa Intercontinentale fu una competizione calcistica tenutasi annualmente tra il 1960 e il 2004 tra i club campioni in carica d'Europa e del Sudamerica.
Inizialmente la sua denominazione per esteso era "Coppa Intercontinentale dei Club Campioni", come aveva richiesto la FIFA per concedere la propria approvazione. Dal 1980 cambiò il proprio nome in "Coppa Europeo-Sudamericana" (European/South American Toyota Cup), divenendo anche nota come "Coppa Europeo-Sudamericana Toyota" o Toyota Cup per motivi commerciali. Era gestita congiuntamente dalle confederazioni europea (UEFA) e sudamericana (CONMEBOL), e riconosciuta anche dalla FIFA (nonostante non sia stata da essa organizzata) come competizione assegnataria del titolo mondiale de facto. Nel 2005, infine, essa si fuse con la Coppa del mondo per club FIFA.
Nonostante l'esistenza in passato di diversi tornei che rivendicavano il diritto di assegnare il titolo simbolico di campione del mondo (il Football World Championship, il Trofeo Sir Thomas Lipton, la Copa Rio e la Pequeña Copa del Mundo), la FIFA riconosce solo la Coppa Intercontinentale come legittima antesignana della propria Coppa del mondo per club.
Benché non vi sia corrispondenza statistica fra le due competizioni, sussiste tuttavia una coincidenza giuridica: sin dalle origini della manifestazione, infatti, la FIFA considerava l'Intercontinentale una competizione mondiale in illo tempore poiché disputata dai rappresentanti dei due continenti con maggior sviluppo nella disciplina a livello di club, e successo a livello di nazionali, nonché gli unici in cui si disputavano tornei confederali all'epoca della sua inaugurazione. Nel 2017, infine, la FIFA ha equiparato i titoli della Coppa del mondo per club e della Coppa Intercontinentale, riconoscendo a posteriori anche i vincitori dell'Intercontinentale come detentori del titolo ufficiale di "campione del mondo FIFA", inizialmente attribuito soltanto ai vincitori della Coppa del mondo per club.

## Formula
La competizione si è sempre svolta annualmente. Dall'esordio nel 1960 all'edizione del 1979 le due sfidanti si incontravano in una gara d'andata e in una di ritorno nei rispettivi stadi; il continente in cui si disputava la partita di ritorno era alternato, sempre con cadenza annuale. Fino al 1968 era dichiarata campione la squadra che raccoglieva più punti, sicché in caso di parità dopo le due gare si disputava uno spareggio in uno stato diverso, comunque nel continente della formazione che aveva disputato in casa la gara di ritorno. Dal 1969 il regolamento fu modificato, introducendo la differenza reti in luogo della somma dei punti e abolendo così gli spareggi.
La collocazione nel calendario della manifestazione era instabile, al punto che le edizioni del 1975 e del 1978 non furono disputate per un mancato accordo sulle date in cui giocare. Dal 1980, con il trasferimento in Giappone come sede fissa e la sponsorizzazione da parte della Toyota, l'Intercontinentale si disputò in partita unica (dopo un primo esperimento nel 1973) e sempre al termine dell'anno solare.

## Storia

### Gli esordi

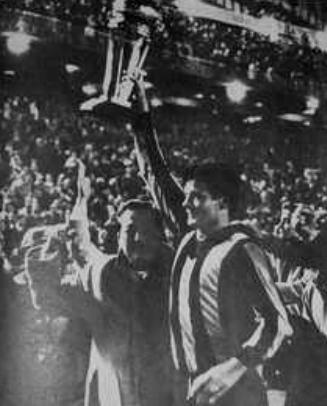
Il secondo trionfo del nel 1966; gli uruguaiani furono tra i maggiori protagonisti delle prime edizioni del torneo.

La Coppa Intercontinentale dei Club Campioni fu, nel 1960, la prima manifestazione ufficiale che individuava il miglior club al mondo. In quell'anno il Real Madrid aveva conquistato la sua quinta Coppa dei Campioni consecutiva e, se il dominio delle merengues nell'allora unica competizione UEFA era indiscutibile, per poter essere dichiarati i migliori al mondo gli spagnoli avrebbero dovuto confrontarsi con la più forte rappresentante dell'unico altro continente al tempo calcisticamente sviluppato, il Sudamerica.
Per questa esigenza, la CONMEBOL organizzò un torneo per campioni nazionali simile a quello nato cinque anni prima in Europa, che fu chiamato Coppa Libertadores: il vincitore si sarebbe incontrato in una doppia sfida contro i campioni dell'UEFA. Trent'anni dopo la Coppa Jules Rimet per le Nazionali, la Coppa Intercontinentale permise di laureare anche fra i club una squadra campione del mondo.

### Dall'iniziale prestigio al progressivo declino

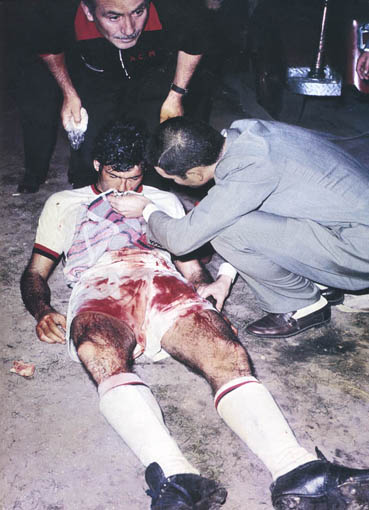
Nestor Combin, attaccante del, accasciato al suolo dopo i duri scontri del 1969 coi giocatori dell'.

Il torneo affascinò subito i tifosi europei ma ancor di più quelli sudamericani, che vi vedevano un obiettivo decisamente superiore alla stessa Libertadores. Il clima surriscaldato rese le trasferte nell'emisfero australe molto impegnative, e le squadre europee a volte subirono accoglienze ben poco ospitali da parte dei paesi dell'America meridionale: su tutte la finale di ritorno del 1969 a Buenos Aires tra l'Estudiantes (LP) e i trionfatori del Milan, al termine della quale il rossonero d'origine argentina Nestor Combin fu arrestato per presunta renitenza alla leva, e rilasciato all'alba solo dopo aver mosso le vie della diplomazia. A causa di simili intemperanze e della difficile collocazione nel calendario internazionale, le fortune della coppa dei due mondi negli anni 1970 scemarono tanto rapidamente quanto erano cresciute nel decennio precedente.
Nel 1971 gli olandesi dell'Ajax furono i primi a rinunciare alla competizione, sostituiti dal Panathīnaïkos finalista perdente di Coppa dei Campioni; nel 1973 gli olandesi declinarono nuovamente, sostituiti dalla Juventus: la finale si disputò a Roma, il solo caso, dal 1960 al 1979, in cui il trofeo non fu assegnato con sfide di andata e ritorno. Nel 1974 il Bayern Monaco rinunciò, sostituito dall'Atlético Madrid, che diventò l'unico club ad aggiudicarsi la Coppa Intercontinentale come vicecampione del proprio continente.
Nel 1975 la manifestazione non fu disputata: le eventuali finaliste sarebbero state il Bayern e l'Independiente. Nel 1977 il Liverpool rifiutò e cedette il suo posto ai vicecampioni del Borussia M'gladbach. Nel 1978, per la seconda volta, la competizione non ebbe luogo: le eventuali finaliste sarebbero state il Liverpool e il Boca Juniors. Nel 1979, infine, anche il Nottingham Forest rinunciò in favore dei vicecampioni del Malmö FF.

### La rinascita in Giappone
Nuovo impulso alla manifestazione arrivò nel 1980 per mano della Toyota, che propose a UEFA e CONMEBOL di rilevare i diritti di commercializzazione del torneo, inglobandolo in un appuntamento annuale da disputarsi in gara unica in Giappone; nell'occasione la casa automobilistica affiancò al nome canonico della manifestazione quello commerciale di Toyota Cup (e imponendo di conseguenza, fino al 1998, il divieto agli sponsor di maglia per le squadre partecipanti).

Platini e Scirea col trofeo vinto nel 1985 dalla, prima squadra europea a far propria la competizione dopo il cambio di formula.

La nuova formula ebbe il merito di ridare assoluta regolarità al torneo, anche se tolse ai tifosi il contatto diretto con la manifestazione, ora disputata in campo neutro; nello specifico, per lungo tempo a Tokyo e nelle ultime tre edizioni a Yokohama. Toyota sottoscrisse anche accordi con la UEFA per mettersi al riparo, con pesanti penali, da un eventuale ritiro dei club europei, com'era successo nel recente passato. Le squadre del vecchio continente impiegarono anni per tornare a imporsi, cogliendo il primo successo con la Juventus nel 1985; da qui in avanti, tuttavia, la competitività del calcio europeo crebbe parallelamente alla sua forza economica, che attraeva nella Coppa dei Campioni i più forti calciatori del pianeta, grazie anche alla sempre maggiore permeabilità delle frontiere. A cavallo tra secondo e terzo millennio, dal 1995 al 2002, i trofei intercontinentali furono vinti da club europei in sette occasioni su otto.
Nel 2004 il comitato organizzativo UEFA-CONMEBOL, in accordo con la FIFA, decise di abolire la Coppa Intercontinentale, al termine della 43ª edizione.

### Eredità
Dopo un'edizione sperimentale tenutasi nel 2000, dal 2005 fu inaugurata ufficialmente la Coppa del mondo per club FIFA, torneo organizzato direttamente dalla federazione internazionale e riservato ai sei club vincitori dei tornei continentali delle sei confederazioni calcistiche che, a differenza della Coppa Intercontinentale, è obbligatorio per tutte le squadre qualificatesi attraverso i propri trofei continentali.
Nel 2022 fu istituita la Coppa Intercontinentale Under-20, versione per squadre giovanili della Coppa Intercontinentale, che mette di fronte in gara unica le vincitrici della Coppa Libertadores Under-20 e della UEFA Youth League. Sulla stessa falsariga, nel 2023 fu istituita la UEFA-CONMEBOL Club Challenge, una coppa inizialmente a carattere amichevole e poi istituzionalizzata dall'anno seguente, tra le vincitrici delle seconde competizioni continentali (UEFA Europa League e Copa Sudamericana).
Con la riorganizzazione della Coppa del mondo per club FIFA prevista dal 2025, a cadenza quadriennale e con un formato a 32 squadre, nel mentre dal 2024 viene inaugurato un ulteriore nuovo torneo, la Coppa Intercontinentale FIFA: questa riprende da una parte il vecchio formato annuale del mondiale per club, e dall'altra la storica denominazione dell'Intercontinentale.

## Il trofeo negli anni

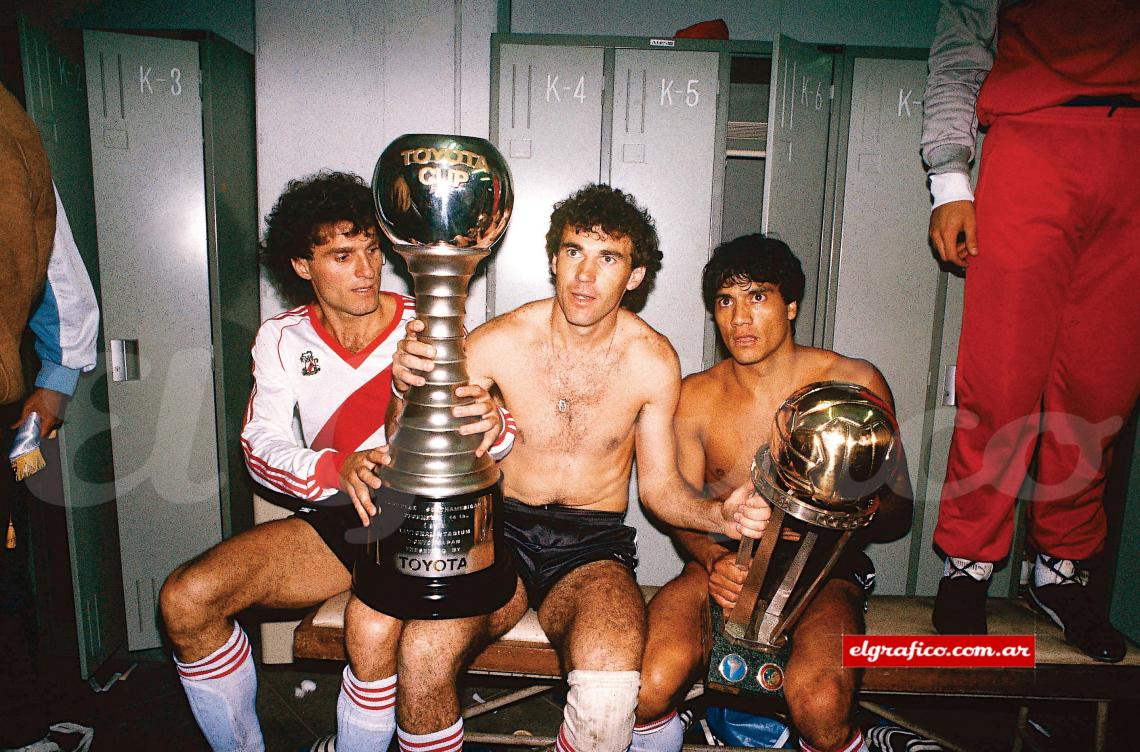
Da sinistra: Oscar Ruggeri e Nery Pumpido sorreggono la Toyota Cup, mentre Héctor Enrique stringe la Coppa Intercontinentale, dopo la vittoria del nell'edizione 1986.

Il trofeo assegnato nella competizione, nota per esteso come "Coppa Intercontinentale dei Club Campioni", non ha subito cambiamenti estetici dalla prima edizione del 1960 a quella del 2004, quando venne assorbita dalla nuova Coppa del mondo per club FIFA.
Dal 1980 in poi, al trofeo della Coppa Intercontinentale venne affiancato quello della Toyota Cup (Coppa Toyota), in coincidenza con la sopravvenuta sponsorizzazione della competizione da parte della Toyota, che la rinominò in "Coppa Europeo-Sudamericana Toyota": il cerimoniale di premiazione della squadra vincitrice prevedeva la consegna della Coppa Intercontinentale al capitano, mentre il compito di sollevare la Toyota Cup era affidato al suo vice; inoltre il migliore giocatore della partita veniva premiato con una vettura della casa automobilistica.

## Albo d'oro
| Anno | Vincitore                                                             | Risultato                                                             | Risultato                                                             | Finalista                                                             |
| Anno | Vincitore                                                             | Andata                                                                | Ritorno                                                               | Finalista                                                             |
| ---- | --------------------------------------------------------------------- | --------------------------------------------------------------------- | --------------------------------------------------------------------- | --------------------------------------------------------------------- |
| 1960 | Real Madrid                                                           | 0 - 0                                                                 | 5 - 1                                                                 | Peñarol                                                               |
| 1961 | Peñarol                                                               | 0 - 1                                                                 | 5 - 0                                                                 | Benfica                                                               |
| 1961 | Peñarol                                                               | 2 - 1                                                                 |                                                                       | Benfica                                                               |
| 1962 | Santos                                                                | 3 - 2                                                                 | 5 - 2                                                                 | Benfica                                                               |
| 1963 | Santos                                                                | 2 - 4                                                                 | 4 - 2                                                                 | Milan                                                                 |
| 1963 | Santos                                                                | 1 - 0                                                                 |                                                                       | Milan                                                                 |
| 1964 | Inter                                                                 | 0 - 1                                                                 | 2 - 0                                                                 | Independiente                                                         |
| 1964 | Inter                                                                 | 1 - 0 (dts)                                                           |                                                                       | Independiente                                                         |
| 1965 | Inter                                                                 | 3 - 0                                                                 | 0 - 0                                                                 | Independiente                                                         |
| 1966 | Peñarol                                                               | 2 - 0                                                                 | 2 - 0                                                                 | Real Madrid                                                           |
| 1967 | Racing Club                                                           | 0 - 1                                                                 | 2 - 1                                                                 | Celtic                                                                |
| 1967 | Racing Club                                                           | 1 - 0                                                                 |                                                                       | Celtic                                                                |
| 1968 | Estudiantes (LP)                                                      | 1 - 0                                                                 | 1 - 1                                                                 | Manchester Utd                                                        |
| 1969 | Milan                                                                 | 3 - 0                                                                 | 1 - 2                                                                 | Estudiantes (LP)                                                      |
| 1970 | Feyenoord                                                             | 2 - 2                                                                 | 1 - 0                                                                 | Estudiantes (LP)                                                      |
| 1971 | Nacional                                                              | 1 - 1                                                                 | 2 - 1                                                                 | Panathīnaïkos                                                         |
| 1972 | Ajax                                                                  | 1 - 1                                                                 | 3 - 0                                                                 | Independiente                                                         |
| 1973 | Independiente                                                         | 1 - 0                                                                 | 1 - 0                                                                 | Juventus                                                              |
| 1974 | Atlético Madrid                                                       | 0 - 1                                                                 | 2 - 0                                                                 | Independiente                                                         |
| 1975 | La coppa avrebbe dovuto disputarsi tra Bayern Monaco e Independiente. | La coppa avrebbe dovuto disputarsi tra Bayern Monaco e Independiente. | La coppa avrebbe dovuto disputarsi tra Bayern Monaco e Independiente. | La coppa avrebbe dovuto disputarsi tra Bayern Monaco e Independiente. |
| 1976 | Bayern Monaco                                                         | 2 - 0                                                                 | 0 - 0                                                                 | Cruzeiro                                                              |
| 1977 | Boca Juniors                                                          | 2 - 2                                                                 | 3 - 0                                                                 | Borussia M'gladbach                                                   |
| 1978 | La coppa avrebbe dovuto disputarsi tra Liverpool e Boca Juniors.      | La coppa avrebbe dovuto disputarsi tra Liverpool e Boca Juniors.      | La coppa avrebbe dovuto disputarsi tra Liverpool e Boca Juniors.      | La coppa avrebbe dovuto disputarsi tra Liverpool e Boca Juniors.      |
| 1979 | Olimpia                                                               | 1 - 0                                                                 | 2 - 1                                                                 | Malmö FF                                                              |
| 1980 | Nacional                                                              | 1 - 0                                                                 | 1 - 0                                                                 | Nottingham Forest                                                     |
| 1981 | Flamengo                                                              | 3 - 0                                                                 | 3 - 0                                                                 | Liverpool                                                             |
| 1982 | Peñarol                                                               | 2 - 0                                                                 | 2 - 0                                                                 | Aston Villa                                                           |
| 1983 | Grêmio                                                                | 2 - 1 (dts)                                                           | 2 - 1 (dts)                                                           | Amburgo                                                               |
| 1984 | Independiente                                                         | 1 - 0                                                                 | 1 - 0                                                                 | Liverpool                                                             |
| 1985 | Juventus                                                              | 2 - 2 (dts) (4-2 dtr)                                                 | 2 - 2 (dts) (4-2 dtr)                                                 | Argentinos Juniors                                                    |
| 1986 | River Plate                                                           | 1 - 0                                                                 | 1 - 0                                                                 | Steaua Bucarest                                                       |
| 1987 | Porto                                                                 | 2 - 1 (dts)                                                           | 2 - 1 (dts)                                                           | Peñarol                                                               |
| 1988 | Nacional                                                              | 2 - 2 (dts) (7-6 dtr)                                                 | 2 - 2 (dts) (7-6 dtr)                                                 | PSV                                                                   |
| 1989 | Milan                                                                 | 1 - 0 (dts)                                                           | 1 - 0 (dts)                                                           | Atlético Nacional                                                     |
| 1990 | Milan                                                                 | 3 - 0                                                                 | 3 - 0                                                                 | Olimpia                                                               |
| 1991 | Stella Rossa                                                          | 3 - 0                                                                 | 3 - 0                                                                 | Colo-Colo                                                             |
| 1992 | San Paolo                                                             | 2 - 1                                                                 | 2 - 1                                                                 | Barcellona                                                            |
| 1993 | San Paolo                                                             | 3 - 2                                                                 | 3 - 2                                                                 | Milan                                                                 |
| 1994 | Vélez Sarsfield                                                       | 2 - 0                                                                 | 2 - 0                                                                 | Milan                                                                 |
| 1995 | Ajax                                                                  | 0 - 0 (dts) (4-3 dtr)                                                 | 0 - 0 (dts) (4-3 dtr)                                                 | Grêmio                                                                |
| 1996 | Juventus                                                              | 1 - 0                                                                 | 1 - 0                                                                 | River Plate                                                           |
| 1997 | Borussia Dortmund                                                     | 2 - 0                                                                 | 2 - 0                                                                 | Cruzeiro                                                              |
| 1998 | Real Madrid                                                           | 2 - 1                                                                 | 2 - 1                                                                 | Vasco da Gama                                                         |
| 1999 | Manchester Utd                                                        | 1 - 0                                                                 | 1 - 0                                                                 | Palmeiras                                                             |
| 2000 | Boca Juniors                                                          | 2 - 1                                                                 | 2 - 1                                                                 | Real Madrid                                                           |
| 2001 | Bayern Monaco                                                         | 1 - 0 (dts)                                                           | 1 - 0 (dts)                                                           | Boca Juniors                                                          |
| 2002 | Real Madrid                                                           | 2 - 0                                                                 | 2 - 0                                                                 | Olimpia                                                               |
| 2003 | Boca Juniors                                                          | 1 - 1 (dts) (3-1 dtr)                                                 | 1 - 1 (dts) (3-1 dtr)                                                 | Milan                                                                 |
| 2004 | Porto                                                                 | 0 - 0 (dts) (8-7 dtr)                                                 | 0 - 0 (dts) (8-7 dtr)                                                 | Once Caldas                                                           |

## Statistiche

### Vittorie per club

Arrigo Sacchi e Franco Baresi, rispettivamente allenatore e capitano del Milan, posano con la Coppa Intercontinentale 1989; i rossoneri sono tra i più titolati nella competizione, a pari merito con Peñarol,, e Boca Juniors.

| Club              | Vittorie | Sconfitte | Edizioni vinte   |
| ----------------- | -------- | --------- | ---------------- |
| Milan             | 3        | 4         | 1969, 1989, 1990 |
| Peñarol           | 3        | 2         | 1961, 1966, 1982 |
| Real Madrid       | 3        | 2         | 1960, 1998, 2002 |
| Boca Juniors      | 3        | 1         | 1977, 2000, 2003 |
| Nacional          | 3        | 0         | 1971, 1980, 1988 |
| Independiente     | 2        | 4         | 1973, 1984       |
| Juventus          | 2        | 1         | 1985, 1996       |
| Santos            | 2        | 0         | 1962, 1963       |
| Inter             | 2        | 0         | 1964, 1965       |
| San Paolo         | 2        | 0         | 1992, 1993       |
| Ajax              | 2        | 0         | 1972, 1995       |
| Bayern Monaco     | 2        | 0         | 1976, 2001       |
| Porto             | 2        | 0         | 1987, 2004       |
| Estudiantes (LP)  | 1        | 2         | 1968             |
| Olimpia           | 1        | 2         | 1979             |
| Grêmio            | 1        | 1         | 1983             |
| River Plate       | 1        | 1         | 1986             |
| Racing Club       | 1        | 1         | 1967             |
| Manchester Utd    | 1        | 1         | 1999             |
| Feyenoord         | 1        | 0         | 1970             |
| Atlético Madrid   | 1        | 0         | 1974             |
| Flamengo          | 1        | 0         | 1981             |
| Stella Rossa      | 1        | 0         | 1991             |
| Vélez Sarsfield   | 1        | 0         | 1994             |
| Borussia Dortmund | 1        | 0         | 1997             |

### Vittorie per federazione
| Nazione     | Vittorie | N°Squadre | Anni                                                 |
| ----------- | -------- | --------- | ---------------------------------------------------- |
| Argentina   | 9        | 6         | 1967, 1968, 1973, 1977, 1984, 1986, 1994, 2000, 2003 |
| Italia      | 7        | 3         | 1964, 1965, 1969, 1985, 1989, 1990, 1996             |
| Uruguay     | 6        | 2         | 1961, 1966, 1971, 1980, 1982, 1988                   |
| Brasile     | 6        | 4         | 1962, 1963, 1981, 1983, 1992, 1993                   |
| Spagna      | 4        | 2         | 1960, 1974, 1998, 2002                               |
| Paesi Bassi | 3        | 2         | 1970, 1972, 1995                                     |
| Germania    | 3        | 2         | 1976, 1997, 2001                                     |
| Portogallo  | 2        | 1         | 1987, 2004                                           |
| Paraguay    | 1        | 1         | 1979                                                 |
| Jugoslavia  | 1        | 1         | 1991                                                 |
| Inghilterra | 1        | 1         | 1999                                                 |

### Vittorie per confederazione
| Confederazione | Vittorie | N°Federazioni | N°Squadre |
| -------------- | -------- | ------------- | --------- |
| CONMEBOL       | 22       | 4             | 13        |
| UEFA           | 21       | 7             | 12        |

### Miglior giocatore
Premio assegnato a partire dal 1980.
| Anno | Nome                 | Club              |
| ---- | -------------------- | ----------------- |
| 1980 | Waldemar Victorino   | Nacional          |
| 1981 | Zico                 | Flamengo          |
| 1982 | Jair                 | Peñarol           |
| 1983 | Renato Gaúcho        | Grêmio            |
| 1984 | José Percudani       | Independiente     |
| 1985 | Michel Platini       | Juventus          |
| 1986 | Antonio Alzamendi    | River Plate       |
| 1987 | Rabah Madjer         | Porto             |
| 1988 | Santiago Ostolaza    | Nacional          |
| 1989 | Alberico Evani       | Milan             |
| 1990 | Frank Rijkaard       | Milan             |
| 1991 | Vladimir Jugović     | Stella Rossa      |
| 1992 | Raí                  | San Paolo         |
| 1993 | Toninho Cerezo       | San Paolo         |
| 1994 | Omar Asad            | Vélez Sarsfield   |
| 1995 | Danny Blind          | Ajax              |
| 1996 | Alessandro Del Piero | Juventus          |
| 1997 | Andreas Möller       | Borussia Dortmund |
| 1998 | Raúl                 | Real Madrid       |
| 1999 | Ryan Giggs           | Manchester Utd    |
| 2000 | Martín Palermo       | Boca Juniors      |
| 2001 | Samuel Kuffour       | Bayern Monaco     |
| 2002 | Ronaldo              | Real Madrid       |
| 2003 | Matías Donnet        | Boca Juniors      |
| 2004 | Maniche              | Porto             |

### Record
- Giocatori col maggior numero di partecipazioni
Paolo Maldini e Alessandro Costacurta, 5 edizioni (1989, 1990, 1993, 1994, 2003. Tutte con il Milan)
- Giocatore col maggior numero di reti segnate nella storia della competizione
Pelé, 7 (tutte con il Santos)
- Giocatore col maggior numero di titoli vinti
Saul Malatrasi, 3 (con l'Inter nel 1964 e 1965 e con il Milan nel 1969)
- Allenatore col maggior numero di titoli vinti
Carlos Bianchi, 3 (con il Velez Sarsfield nel 1994 e con il Boca Juniors nel 2000 e nel 2003)
- Maggior numero di partecipazioni
Milan, 7 (tre vittorie e quattro sconfitte)
- Maggior numero di partecipazioni consecutive
Estudiantes e Independiente, 3 (rispettivamente tra il 1968 e il 1970, e tra il 1972 e il 1974)
- Squadra con il maggior numero di reti segnate nella storia del torneo
Milan, 17 reti (in 7 edizioni)
- Massimo scarto di gol in un singolo incontro
5 reti (Peñarol-Benfica 5-0 dell'edizione 1961)
- Maggior numero di gol in un singolo incontro
7 (Santos-Benfica 5-2 dell'edizione 1962 e Boca Juniors-Borussia Mönchengladbach 5-2 dell'edizione 1977)